# Зимогір'ївська міська територіальна громада
Зимогір'ївська міська громада — номінально утворена громада в Україні, в Алчевському районі Луганської області. Адміністративний центр — місто Зимогір'я. Територія громади окупована військами РФ.
Площа громади — 429,2 км², населення — 37,61 тисяч мешканців (2020).

## Населені пункти
У складі громади: місто Зимогір'я; селища: Іванівське, Криворіжжя, Лозівський, Родакове, Слов'яносербськ, Яснодольськ; села: Говоруха, Довге, Замостя, Знам'янка, Красний Лиман, Мамушеве, Новогригорівка, Новодачне, Пахалівка, Петровеньки, Пришиб, Сміле, Степове, Суходіл, Хороше.